# Heinz Rehage
Heinz Rehage (* 5. September 1952) ist ein deutscher Chemiker. Er war bis zu seinem Ruhestand Professor an der Technischen Universität Dortmund.

## Leben
Nach dem Abitur 1972 am Robert-Koch-Gymnasium in Clausthal-Zellerfeld war er Reserveoffizieranwärter bei der Luftwaffe. Sein letzter Dienstgrad war Leutnant der Reserve. Von 1974 bis 1979 studierte er an der TU Clausthal und der Universität Göttingen. 1982 wurde er bei Heinz Hoffmann an der Universität Bayreuth  mit einer Arbeit zu „Rheologischen Untersuchungen an viskoelastischen Tensidlösungen“ promoviert. Außerdem forschte er am Collège de France (u. a. bei Pierre-Gilles de Gennes). 1989 habilitierte er sich in Physikalischer Chemie. 1991 wurde er auf die Hans-Goldschmidt-Stiftungsprofessur an das Institut für Physikalische Chemie der Universität Duisburg-Essen berufen. 2004 übernahm er den Lehrstuhl für Physikalische Chemie II an der Universität Dortmund.
Von 1989 bis 1992 wurde er in den Werner-von-Siemens-Ring berufen. Von 1994 bis 1996 war er Sprecher des DFG-Graduiertenkollegs „Verbesserung des Wasserkreislaufs urbaner Gebiete zum Schutz von Boden und Grundwasser“ und 2001/03 Sprecher des DFG-Graduiertenkollegs „Reaktivität im oberflächennahen Bereich“. 
Er nahm u. a. Funktionen in den Vorständen der Kolloidgesellschaft e. V. und in der Fachgruppe Waschmittelchemie der Gesellschaft Deutscher Chemiker wahr. Von 1998 bis 2000 war er Mitglied der IUPAC-Kommission „Oils, Fats and Derivatives“, von 2000 bis 2004 war er „Associate Member der IUPAC Commission 160“ („Colloid and Surface Chemistry including Catalysis“). Von 2009 bis 2012 war er Dekan der Fakultät Chemie der TU Dortmund.

## Privates
Heinz Rehage ist verheiratet und hat zwei Kinder. 

## Forschungsinteressen
Seine wissenschaftlichen Arbeiten beschäftigen sich mit modernen Themen aus dem Gebiet der Kolloid- und Grenzflächenchemie. Im Zentrum des Interesses stehen grundlegende Studien zur Synthese, Struktur und Dynamik von Tensid- und Polymerlösungen, Schäumen, Emulsionen, Gelen, ultradünnen Schichten und Nanopartikeln. Weitere Schwerpunkte widmen sich der Steuerung und Deformation von Mikrokapseln in elektrischen oder magnetischen Feldern und in Strömungen. Komplexe Systeme von aktiven Kolloiden, wie z. B. die Entwicklung und Untersuchung von selbst-schwimmenden Kapseln, bilden das zentrale Thema jüngerer wissenschaftlicher Arbeiten.  

## Auszeichnungen
- 1989: Dozentenstipendium des Fonds der Chemischen Industrie
- 1999: Raphael-Eduard-Liesegang-Preis der Kolloid-Gesellschaft
- 2001: Innovationspreis des Ministeriums für Schule und Weiterbildung, Wissenschaft und Forschung des Landes Nordrhein-Westfalen